# Juan Carlos Payano
Juan Carlos Payano (nacido el 14 de diciembre de 1984) es un boxeador profesional dominicano de la categoría peso gallo.

## Trayectoria como boxeador olímpico
2004
· Derrota a  Bato-Munko Vankeev 26-18
· Pierde ante  Jerome Thomas 10-15
2008
· Derrota a  Jerome Thomas10-6
· Pierde ante  Vincenzo Picardi 4-8

## Trayectoria como boxeador profesional
| Combates         | 23 |
| Combates ganados | 21 |
| Derrotas         | 2  |

| N.º | Resultado | Balance | Rival                 |     | Asalto | Fecha      | Localidad     |
| --- | --------- | ------- | --------------------- | --- | ------ | ---------- | ------------- |
| 23  | Victoria  | 21-2    | Damien Vázquez        | PTS | 8      | 29/9/2019  | Carson        |
| 22  | Derrota   | 20-2    | Naoya Inoue           | KO  | 1 (12) | 7/10/2018  | Yokohama      |
| 21  | Victoria  | 20-1    | Mike Plania           | PTS | 10     | 23/3/2018  | Hollywood     |
| 20  | Victoria  | 19-1    | Alexis Santiago       | PTS | 10     | 22/8/2017  | Sunrise Manor |
| 19  | Victoria  | 18-1    | Isao Gonzalo Carranza | KOT | 7 (8)  | 13/1/2017  | Hialeah       |
| 18  | Derrota   | 17-1    | Rau'shee Warren       | PTS | 12     | 18/6/2016  | Chicago       |
| 17  | Victoria  | 17-0    | Rau'shee Warren       | PTS | 12     | 2/8/2015   | Winter Park   |
| 16  | Victoria  | 16-0    | Anselmo Moreno        | PTS | 6 (12) | 26/9/2014  | Mesquite      |
| 15  | Victoria  | 15-0    | Germán Meraz          | PTS | 8      | 22/2/2014  | Bethelhem     |
| 14  | Victoria  | 14-0    | Jundy Maraon          | KO  | 7 (10) | 14/6/2013  | South Orange  |
| 13  | Victoria  | 13-0    | Jhon Alberto Molina   | KOT | 2 (10) | 10/5/2013  | Santo Domingo |
| 12  | Victoria  | 12-0    | José Luis Araiza      | PTS | 10     | 30/11/2012 | Sunrise       |
| 11  | Victoria  | 11-0    | Jhon Alberto Molina   | KOT | 9 (10) | 21/7/2012  | Hollywood     |
| 10  | Victoria  | 10-0    | Luis Maldonado        | PTS | 10     | 18/5/2012  | Hollywood     |
| 9   | Victoria  | 9-0     | José Silveria         | PTS | 10     | 2/3/2012   | Hollywood     |
| 8   | Victoria  | 8-0     | Leshaun Blair         | KOT | 1 (6)  | 3/12/2011  | Greensboro    |
| 7   | Victoria  | 7-0     | Dinoel Reynoso        | KOT | 2 (6)  | 5/9/2011   | Santo Domingo |
| 6   | Victoria  | 6-0     | Luis Ángel Paneto     | PTS | 6      | 2/4/2011   | Miami         |
| 5   | Victoria  | 5-0     | Cristóbal Ramos       | KO  | 2 (6)  | 4/3/2011   | Managua       |
| 4   | Victoria  | 4-0     | Norberto Jiménez      | KOT | 2 (6)  | 9/10/2010  | La Vega       |
| 3   | Victoria  | 3-0     | Luis Hinojosa         | PTS | 4      | 18/9/2010  | Santo Domingo |
| 2   | Victoria  | 2-0     | Daniel Veras          | KOT | 3 (4)  | 28/8/2010  | Elías Pina    |
| 1   | Victoria  | 1-0     | Aneudy Mesa           | PTS | 4      | 21/8/2010  | Puerto Plata  |

| Notas |
| --- |
| Pierde el título de campeón mundial del peso gallo de la Asociación Mundial de Boxeo (AMB) ante Rau'shee Warren (18 de junio de 2016).   |
| Retiene el título de campeón mundial del peso gallo de la Asociación Mundial de Boxeo (AMB) ante Rau'shee Warren (2 de agosto de 2015).  |
| Gana el título de campeón mundial del peso gallo de la Asociación Mundial de Boxeo (AMB) ante Anselmo Moreno (26 de septiembre de 2014). |